# Irene Gómez Santos
Irene Rosario Gómez Santos (Callao, Perú, 1963) és una política i jurista valenciana d'origen peruà, diputada a les Corts Valencianes en les IX i X legislatura.
Va nàixer a la ciutat portuària de Callao, a l'àrea metropolitana de la capital peruana de Lima. Llicenciada en Dret i Ciències Polítiques per la Universitat de San Martín de Porres a Lima on va exercir l'advocacia i Doctora en Dret Constitucional per la Universitat Jaume I. Als inicis dels anys noranta del segle xx va emigrar a Milà (Itàlia) per a fixar més tard la seua residència a Castelló de la Plana (la Plana Alta) on s'integrà en el teixit social de la ciutat com a cofundadora de l'associació de dones migrades Amuinca des d'on lluita pels drets humans i la igualtat de les dones immigrants.
En l'àmbit polític milita a Podem des del 2014 i va accedir al parlament valencià en substitució de Marc Pallarés el febrer de 2016 on també va ocupar la secretaria segona de la Mesa de les Corts. Va revalidar l'escó per la circumscripció de Castelló a les eleccions de 2019.